# جوجل أوثنتيكاتور
جوجل أوثنتيكاتور (بالإنجليزية: Google Authenticator)‏ هو أداة مصادقة تعتمد على البرامج بواسطة جوجل والتي تنفذ خدمات التحقق من خطوتين باستخدام خوارزمية كلمة المرور لمرة واحدة المستندة إلى الوقت (TOTP؛ المحدد في RFC 6238) وخوارزمية كلمة المرور لمرة واحدة المستندة إلى HMAC (HOTP؛ المحدد في RFC 4226)، لمصادقة مستخدمي تطبيقات البرامج.
عند تسجيل الدخول إلى موقع يدعم Authenticator (بما في ذلك خدمات Google) أو استخدام تطبيقات الجهات الخارجية التي تدعم Authenticator مثل مديري كلمات المرور أو خدمات استضافة الملفات ، يقوم Authenticator بإنشاء كلمة مرور لمرة واحدة مكونة من ستة إلى ثمانية أرقام والتي يجب على المستخدمين إدخالها بالإضافة إلى تفاصيل تسجيل الدخول المعتادة.
توفر Google إصدارات أندرويد و بلاك بيري و آي أو إس من Authenticator.
يتوفر تفرع رسمي مفتوح المصدر لتطبيق Android على GitHub. ومع ذلك، لم يتم تحديث هذه الانقسام منذ عام 2020. وبالمثل، بالنسبة للإصدارات القديمة من تطبيقات Google Authenticator لنظامي التشغيل iOS و BlackBerry ، فإن كود المصدر متاح أيضًا مجانًا. ومع ذلك ، لم يتم تحديث شفرة المصدر هذه أيضًا منذ سنوات.
تعد الإصدارات الحالية من البرنامج برامج مجانية مسجلة الملكية.